# Битва на реке Пьяне (1367)
Битва на реке Пьяне (1367) — сражение войск Нижегородо-Суздальского великого княжества во главе с Дмитрием Константиновичем Суздальским и Борисом Константиновичем Городецким против сил великого эмира Булгарского Улуса Булат-Тимура, закончившееся решительной победой русских войск.

## Предыстория
В 1359 году в Золотой Орде началась продолжительная борьба за власть. Ордынцы потерпели поражения от великого князя Литовского Ольгерда Гедиминовича в битве при Синих водах в 1362 году и в сражении у Шишевского леса от Олега Рязанского, Владимира Пронского и Тита Козельского в 1365 году.
На Владимирском великокняжеском престоле утвердился Дмитрий Иванович Московский в 1363 году, отвергнув претензии Дмитрия Суздальского, но вскоре, после смерти в Нижнем Новгороде старшего из Константиновичей, Андрея, встал на сторону Дмитрия Суздальского в споре последнего с его младшим братом Борисом за Нижний. В 1366 году союз был скреплён бракосочетанием Дмитрия Московского и дочери Дмитрия Суздальского Евдокии, и уже в следующем году ордынский царевич Булат-Темир совершил набег на Городецкое княжество.

## Ход сражения
О самом сражении известно мало. Русское войско сначала разбило ордынцев у реки Сундовик, а затем настигло у реки Пьяны и сбросило в реку. Ордынцы не смогли организованно отступить и понесли большие потери, многие утонули. Спасшийся бегством Булат-Темир по возвращении в Орду был убит ханом Азиз-шейхом.

## Значение
Победа примерно на десятилетие обезопасила юго-восточные границы Нижегородско-Суздальского великого княжества и позволила перенести дальнейшую борьбу в бассейн средней Волги. Поражение одного из ордынских «царевичей» способствовало концентрации власти в Золотой Орде в руках Мамая (в частности, в 1370 году Дмитрий Суздальский помог наместнику Мамая утвердиться на средней Волге).